# Stadio Plebiscito
Stadio Plebiscito – wielofunkcyjny stadion znajdujący się w Padwie we Włoszech służący przede wszystkim do rozgrywania meczów rugby union oraz piłki nożnej.
Dwie zadaszone trybuny mieszczą łącznie 9600 kibiców. W kompleksie stadionu znajdują się również korty tenisowe, boisko piłkarskie i trzy siłownie wraz z towarzyszącą infrastrukturą.
Mecze rozgrywają na nim dwunastokrotny mistrz Włoch w rugby union zespół Petrarca Rugby oraz występujący w Serie D klub piłki nożnej Calcio San Paolo Padova.